# 대한민국 민법 제212조
대한민국 민법 제212조는 토지소유권의 범위에 대한 민법 물권법 소유권상 조문이다. 1958년 2월 22일 법률 제471호로 제정되어 1960년 1월 1일 시행되었다.
토지에 대한 소유권이 무제한적이지 않고 정당한 이익 있는 범위로 한정하는 규정이다. 본 조에서 정당한 이익은 같은 추상적이고 불확정적인 개념이여서 다양한 해석을 야기시킨다는 비판이 있다. 토지소유권을 정당한 이익을 기준으로 일정한 깊이와 고도에 따라 토지소유자의 소유권이 인정되는 영역과 부정되는 영역을 도식적으로 구분하는 것은 어렵다

## 조문
제212조(토지소유권의 범위) 토지의 소유권은 정당한 이익있는 범위내에서 토지의 상하에 미친다.

第212條(土地所有權의 範圍) 土地의 所有權은 正當한 利益있는 範圍內에서 土地의 上下에 미친다.

## 판례
토지소유권은 사람이 지배할 수 있는 한도내에서 지상 지하에 미친다

## 참고문헌
- 이현준. “민법 제212조에 대한 지적학적 일고.” 한국지적학회지 24.2 (2008): 167-178.
- 김해룡, <토지의 지하 및 공간 등에 대한 보상기준에 관한 연구〉, 한국토지공법학회, 2012, 16면.